# Горлівка (станція)
Го́рлівка — вузлова залізнична станція Лиманської дирекції Донецької залізниці на перетині чотирьох ліній Вуглегірськ — Горлівка, Слов'янськ — Горлівка, Очеретине — Горлівка, Горлівка — Іловайськ. Розташована в місті Горлівка Донецької області.
Сусідні станції та зупинні пункти:
- Микитівка;
- Трудова;
- 6 км;
- 1117 км (закритий зупинний пункт);
- Батманка.

## Пасажирське сполучення
Через військову агресію Росії на сході України транспортне сполучення тимчасово припинене, водночас керівництво так званих ОРДЛО заявило про запуск приміських поїздів до станцій Вуглегірськ, Іловайськ, Луганськ, Микитівка, Ясинувата.